# Pycnocheiridium mirum
Genre
Espèce
Pycnocheiridium mirum, unique représentant du genre Pycnocheiridium, est une espèce de pseudoscorpions de la famille des Cheiridiidae.

## Distribution
Cette espèce est endémique de la province du Cap-Oriental en Afrique du Sud. Elle se rencontre vers Alicedale et Grahamstown.

## Description
Le mâle holotype mesure 1,35 mm.

## Publication originale
- Beier, 1964 : Weiteres zur Kenntnis der Pseudoscorpioniden-Fauna des südlichen Afrika. Annals of the Natal Museum, vol. 16, p. 30-90 (texte intégral).